# Charles Maigne
Charles Maigne, o anche Charles M. Maigne (Richmond, 11 novembre 1879 – San Francisco, 28 novembre 1929), è stato un regista e sceneggiatore statunitense attivo all'epoca del muto. Dal 1916 al 1928, scrisse trentadue sceneggiature. Come regista, diresse - dal 1918 al 1923 - diciotto film. Fece anche il montatore e il direttore tecnico.

## Biografia
Nato in Virginia, Charles Maigne debuttò nella regia per una piccola casa di produzione, la Select Pictures Corporation con il film Her Great Chance, interpretato da Alice Brady (futuro Premio Oscar nel 1938). Altri attori con cui Maigne lavorò, furono Mary Miles Minter, Tom Moore, Thomas Meighan.
Come sceneggiatore, collaborò in sette film con Maurice Tourneur. Scrisse anche per film diretti da Marshall Neilan, George Melford, Edward LeSaint, W. S. Van Dyke.
Si sposò con l'attrice Anne Cornwall.

## Filmografia
La filmografia è completa. Quando manca il nome del regista, questo non viene riportato nei titoli

### Sceneggiatore
- The Brand of Cowardice, regia di John W. Noble (sceneggiatura) (storia) (1916)
- The Golden Fetter, regia di Edward J. Le Saint - sceneggiatore (1917)
- La bottiglia incantata (The Bottle Imp), regia di Marshall Neilan - (sceneggiatore) (1917)
- Her Strange Wedding, regia di George Melford - (scenario) (1917)
- The Squaw Man's Son, regia di Edward LeSaint - (sceneggiatore) (1917)
- Barbary Sheep, regia di Maurice Tourneur - (sceneggiatore) (1917)
- The Hungry Heart, regia di Robert G. Vignola - (sceneggiatore) (1917)
- The Rise of Jenny Cushing, regia di Maurice Tourneur (scenario) (1917)
- Rose of the World, regia di Maurice Tourneur - (scenario) (1918)
- The Song of Songs, regia di Joseph Kaufman - scenario (1918)
- The Knife, regia di Robert G. Vignola - (sceneggiatore) (1918)
- The Blue Bird, regia di Maurice Tourneur - (sceneggiatore) (1918)
- The Lie, regia di J. Searle Dawley - (scenario) (1918)
- Prunella, regia di Maurice Tourneur - (sceneggiatore) (1918)
- A Doll's House, regia di Maurice Tourneur - (adattamento) (1918)
- The Danger Mark, regia di Hugh Ford - (sceneggiatore) (1918)
- Heart of the Wilds, regia di Marshall Neilan - (scenario) (1918)
- Out of a Clear Sky, regia di Marshall Neilan - (sceneggiatore) (1918)
- Her Great Chance, regia di Charles Maigne - (sceneggiatore) (1918)
- In the Hollow of Her Hand, regia di Charles Maigne - (sceneggiatura) (titoli) (1918)
- The Indestructible Wife, regia di Charles Maigne - (sceneggiatore) (1919)
- The Redhead, regia di Charles Maigne - (sceneggiatore) (1919)
- The Hushed Hour, regia di Edmund Mortimer - (scenario) (1919)
- The Invisible Bond, regia di Charles Maigne - (scenario) (1919)
- The Copperhead, regia di Charles Maigne - (scenario) (1920)
- A Cumberland Romance, regia di Charles Maigne - (sceneggiatore) (1920)
- Frontier of the Stars, regia di Charles Maigne - (adattamento) (1921)
- Hush Money, regia di Charles Maigne - (sceneggiatore) (1921)
- The Isle of Lost Ships, regia di Maurice Tourneur - (sceneggiatore) (1923)
- Lovey Mary, regia di King Baggot - (adattamento) (1926)
- War Paint , regia di W. S. Van Dyke - (sceneggiatore) (1926)
- Clearing the Trail, regia di B. Reeves Eason - (storia) (1928)

### Regista
- Her Great Chance (1918)
- In the Hollow of Her Hand (1918)
- The Indestructible Wife (1919)
- The World to Live In (1919)
- The Redhead (1919)
- The Firing Line (1919)
- The Invisible Bond (1919)
- The Copperhead (1920)
- Una donna comprata (The Fighting Chance) (1920)
- A Cumberland Romance (1920)
- Frontier of the Stars o The Frontier of the Stars (1921)
- The Kentuckians (1921)
- Hush Money (1921)
- Diva del varietà (Received Payment) (1922)
- The Cowboy and the Lady (1922)
- Drums of Fate (1923)
- The Trail of the Lonesome Pine (1923)
- The Silent Partner  (1923)

### Montatore
- In the Hollow of Her Hand, regia di Charles Maigne (1918)

### Direttore tecnico
- His First Command (1929) (direttore tecnico)